# Lijst van trainers van Al-Ittihad Kalba SC
Dit is een lijst van trainers van het eerste elftal van Al-Ittihad Kalba SC.

## Trainers
| Naam               | Land van herkomst | Begin periode    | Einde periode     | Prijzen            | Opmerkingen/Wijze van vertrek          |
| ------------------ | ----------------- | ---------------- | ----------------- | ------------------ | -------------------------------------- |
| Milos Hrstic       | Kroatië           | 1 juli 1998      | 30 juni 2000      | VAE Eerste Divisie |                                        |
| Jorvan Vieira      | Brazilië          | 1 juli 2010      | 30 juni 2011      | VAE Eerste Divisie |                                        |
| Miguel Gamondi     | Argentinië        | 1 juli 2011      | 30 juni 2012      | VAE Eerste Divisie |                                        |
| Dragan Talajic     | Kroatië           | 1 juli 2012      | 8 oktober 2012    |                    |                                        |
| Lotfi Benzarti     | Tunesië           | 8 oktober 2012   | 8 december 2012   |                    |                                        |
| Zé Mario           | Brazilië          | 7 december 2012  | 27 mei 2013       |                    |                                        |
| Goran Miscevic     | Kroatië           | 5 juni 2013      | 24 juli 2013      |                    |                                        |
| Gérard Buscher     | Frankrijk         | 1 juli 2013      | 9 december 2013   |                    |                                        |
| Ayman El Ramadi    | Egypte            | 1 juli 2013      | 14 mei 2014       | VAE Eerste Divisie |                                        |
| Vinícius Eutrópio  | Brazilië          | 30 juni 2014     | 31 oktober 2014   |                    |                                        |
| Abdelhak Benchikha | Algerije          | 21 oktober 2014  | 31 mei 2015       |                    |                                        |
| Miroslav Soukup    | Tsjechië          | 2 juni 2015      | 30 juni 2016      |                    |                                        |
| Mourad Okbi        | Tunesië           | 20 november 2015 | 28 augustus 2016  |                    | Ontslagen, Fabio Viviani vervangt hem  |
| Josef Csaplar      | Tsjechië          | 1 juli 2015      | 30 juni 2017      |                    | Contract niet verlengd                 |
| Fabio Viviani      | Italië            | 28 augustus 2016 | 12 december 2016  |                    |                                        |
| Goran Tufegdzic    | Servië            | 14 december 2016 | 25 juni 2017      |                    |                                        |
| Kamel Djabour      | Frankrijk         | 1 juli 2017      | 31 december 2017  |                    |                                        |
| Jorvan Vieira      | Brazilië          | 1 januari 2018   | 2 september 2018  |                    | Ontslagen                              |
| Fabio Viviani      | Italië            | 2 september 2018 | 27 september 2019 |                    | Ontslagen, Jorge da Silva vervangt hem |
| Jorge da Silva     | Uruguay           | 12 oktober 2019  | 2 juni 2022       |                    |                                        |
| Farhad Majidi      | Iran              | 4 juni 2022      |                   |                    |                                        |